# Traces of Snuff
Traces of Snuff ist eine Kurzfilm-Reihe vom deutschen Splatterfilm- und Independentfilm-Regisseur Simon Spachmann aus dem Jahr 2024. Die beiden Filme wurden als Traces of Snuff Mixtape Volume 1 und Volume 2 auf einer Kompilation veröffentlicht.

## Handlung
Beide Filme sind ohne Dialoge und mit elektronischer Musik von Manuel Teichert unterlegt. Sie enthalten aneinandergereiht gefakte Snuff-Aufnahmen, die möglichst realistisch inszeniert sind. Beide enthalten darüber hinaus weitere Tabubrüche. So ist in beiden Filmen Nekrophilie zu sehen. Bandsprünge und Filmrauschen sollen die Authentizität der Aufnahmen unterstreichen.

## Hintergrund
Gedacht war das Projekt sowohl als Appetizer als auch als Lückenfüller bis zu den Langfilmen Backwood the Camp Massacre und Satanic Suffering. Geprägt waren beide Filme Spachmanns Liebe zu Gore-Short-Kompilationen und den Inner Depravity-Kurzfilmen von Rémy Couture. Spachmann verwendete für den Film Requisiten aus kommenden und abgeschlossenen Filmen.

## Veröffentlichung
Die beiden Filme wurden auf einer Kompilation unter dem Titel Garden of Gore – Gore Short Compilation Vol. 1 am 24. März 2024 veröffentlicht. Neben den beiden Filmen waren außerdem die Kurzfilme Lost Cave 1 und 2 sowie die überarbeitete Born Dead-Fortsetzung Born Dead 2 – Redux auf der Kompilation. Die Erstauflage erschien über das eigene Label Garden of Gore, die zweite Auflage als Hartbox und Slipcase über die österreichischen Uncut-Labels Black Lava Entertainment und Uncut.tv.

## Rezeption
Auf der Fanseite Splatgore lobte der Autor die Filme als Highlight der Kompilation: „Es geht einzig und allein darum so viele und verstörende Bilder zu zeigen und das Blut nur so fließen zu lassen. Hier wird auf alles eingestochen, zermatscht, gespalten, zerfetzt usw. Ein wahrer Augenschmaus, wenn es blutrünstig zur Sache geht!“